# J.H. Monrad
Jørgen Herman Monrad (4. februar 1848 i Marvede Præstegård – 18. oktober 1903 i København) var en dansk præst og forfatter.
Monrad blev student fra Schneekloths Skole i 1867 og cand. theol. 1873. Efter en tid at have været ordineret medhjælper hos sognepræsten i Søborg blev han 1875 kapellan pro loco i Farum, 1878 sognepræst for Lem og Vejby i Salling, 1883 sognepræst i Køge, 1890 sin svigerfader C.J. Brandts efterfølger som præst ved Vartov og 1894 sognepræst ved den nye Frederikskirke (Marmorkirken).
Som forfatter var Monrad først og fremmest journalist, slagfærdig og rammende, fuld af vid og lune, over for forloren højtidelighed eller flot radikalisme skarpt satirisk. Dansk Kirketidende, hvis redaktør han var siden 1890, blev ved ham til et salt i den kirkelige forhandling. Monrads kirkelige stilling var den: konservativ i troen, liberal i forfatningen, og på begge punkter følte han sig som Grundtvigs trofaste lærling.
For Redelighedens Skyld vilde han, at det nuværende Præsteløfte skulde afskaffes, saa Folkekirken kunde blive saa rummelig og taalsom, at enhver, der satte Pris paa at nævnes som Kristen, kunne faa sin religiøse Trang tilfredsstillet derinde, men samtidig ville han, at det aldrig maatte fortones, hvad der er den sande Kristendom, den, som bøjer sig for Trosbekendelsen nemlig, og hvad der er Rationalisme.
Sin kirkelige og kirkepolitiske Opfattelse har han lagt frem i Dansk Kirkeliv i Halvfemserne. En Skildvagts Anfægtelser og Opmuntringer (1901); om hans æstetiske Evner og aandfulde Forstaaelse af Grundtvig vidner hans Bog Studier over Grundtvigske Digte (1896). M. var Medstifter af »Kirkeligt Samfund 1898«, der arbejder for at vedligeholde og vække kirkeligt Liv i Grundtvigs spor.
Han er begravet på Vestre Kirkegård.